# Procedura Lamfalussy
La procedura Lamfalussy, detta anche processo Lamfalussy, è un metodo per lo sviluppo della normativa di vigilanza sui servizi finanziari utilizzato dall'Unione europea.

## Storia e struttura
Sviluppato originariamente nel marzo 2001, la procedura prende il nome del Presidente del Comitato Europeo di saggi che lo ha creato, Alexandre Lamfalussy.
È composta di quattro "livelli" ognuno relativo a specifici passaggi dell'iter legislativo.
Nel primo livello il Parlamento Europeo e il Consiglio dell'Unione Europea adottano iniziative legislative contenenti i principi della nuova disciplina e gli orientamenti per la sua attuazione. 
La proposta perviene al secondo livello, dove comitati specialistici e esponenti d'Autorità suggeriscono i dettagli tecnici occorrenti, e conducono la proposta al voto delle rappresentanze nazionali. 
Nel terzo livello, le Autorità nazionali lavorano per coordinare la disciplina europea con quella interna di tutti gli Stati membri. 
Col quarto livello si perviene alla valutazione di conformità e all'attuazione dell'iniziativa.
La procedura Lamfalussy ha comportato un miglioramento del procedimento legislativo che ha permesso di costituire le quattro piattaforme programmatiche del Financial Services Action Plan: la Market Abuse Directive, del 3 dicembre 2002; la Prospectus Directive, del 15 luglio 2003; la Direttiva sui mercati degli strumenti finanziari, Markets in Financial Instruments Directive (MiFID), del 27 aprile 2004 e la Transparency Directive, del 2004. 
La procedura è ideata per permettere interpretazioni più coerenti, la convergenza delle prassi di vigilanza, e un'accelerazione sul miglioramento della qualità della legislazione in materia finanziaria.
Tuttavia la procedura si espone ad alcune critiche poiché permette la fuga di elementi tecnici della normativa dal controllo democratico del Consiglio dell'Unione Europea e del Parlamento Europeo. 
La procedura Lamfalussy è stata quindi oggetto di un complessivo ripensamento anche alla luce della inefficacia preventiva dimostrata nella crisi del 2008. In proposito infatti, in esecuzione del Rapporto De La Rosière si sono ulteriormente sviluppati elementi di controllo con la costituzione di tre autorità indipendenti costituite nel SEVIF, European System of Financial Supervision ESMA, EIOPA ed EBAEU Authorities, che nell'ambito di questo processo hanno acquisito un ruolo maggiore dei comitati sostituiti (Comitato europeo dei valori mobiliari - CEVM istituito dalla decisione 528/2001/CE della Commissione, del 6.6.2001 e Comitato delle autorità europee di regolamentazione dei mercati dei valori mobiliari - CERVM, istituito dalla decisione 527/2001/CE della Commissione, del 6.6.2001) e poteri più ampi.